# Diplolaemus bibronii
Diplolaemus bibronii (ігуана Біброна) — вид ігуаноподібних ящірок родини Leiosauridae. Мешкає в Аргентині і Чилі. Вид названий на честь французького зоолога Габріеля Біброна.

## Поширення і екологія
Ігуани Біброна мешкають в провінціях Чубут, Ріо-Негро і Санта-Крус на півдні Аргентини, а також на сході чилійських регіонів Айсен і Магальянес. Вони живуть серед скель і чагарників Патагонії.